# الکساندر جیجو
الکساندر جیجو (انگلیسی: Alexandre Geijo؛ زادهٔ ۱۱ مارس ۱۹۸۲) بازیکن فوتبال اهل اسپانیا است.
از باشگاه‌هایی که در آن بازی کرده‌است می‌توان به باشگاه فوتبال گرانادا، باشگاه فوتبال راسینگ سانتاندر، باشگاه ورزشی رئال مایورکا، باشگاه فوتبال لوانته، باشگاه فوتبال اودینزه، باشگاه فوتبال برشا، باشگاه فوتبال واتفورد، باشگاه فوتبال مالاگا، و باشگاه فوتبال خرز اشاره کرد.